# Georg Veitl
Georg Veitl (* 1969) ist ein österreichischer Schauspieler.

## Leben
Georg Veitl absolvierte von Oktober 1992 bis Juni 1996 eine Schauspielausbildung am Max Reinhardt Seminar. Engagements hatte er unter anderem am Stadttheater Bamberg, am Berliner Theater unterm Dach und am Packhaustheater Bremen. 2014/15 war er in der Fernsehserie Heiter bis tödlich: Monaco 110 in der Rolle des Polizeiobermeisters Ulrich Müd zu sehen.

## Filmografie (Auswahl)
- 2000: Komm, süßer Tod
- 2001: Julia – Eine ungewöhnliche Frau – Frühlingserwachen
- 2002: Nach Dänemark (Kurzfilm)
- 2002: Das beste Stück
- 2002: August der Glückliche
- 2002: Ich gehöre dir
- 2003: Wolffs Revier – Au Pair
- 2004: Blackout Journey
- 2002: Kommissar Rex – Polizisten küsst man nicht
- 2004: Kommissar Rex – Endlich ist die Bestie tot
- 2004: C(r)ook
- 2005: Im Namen des Gesetzes – Totgeschwiegen
- 2006: Peer Gynt
- 2008: Tatort: Tod einer Heuschrecke
- 2008: Berlin am Meer
- 2008: Die Rosenheim-Cops – Der Stachel des Todes
- 2009: Die kluge Bauerntochter
- 2010: Der Albaner
- 2010: SOKO Donau – Entgleist
- 2011: Atmen
- 2011: SOKO Kitzbühel – Doppelfehler
- 2011: SOKO Wismar – Das Phantom
- 2011: SOKO Wismar – Auf eigene Faust
- 2012: Wolff – Kampf im Revier
- 2012: Löwenzahn – Schmetterlinge – Einsatz für die Wildwiese
- 2012: Mord mit Aussicht – Ein krummer Hund
- 2012: Die kleine Lady
- 2013: Frauen, die Geschichte machten – Luise von Preußen
- 2014: SOKO Kitzbühel – Krimi à la carte
- 2014–2015 Heiter bis tödlich: Monaco 110
- 2015: The Team
- 2015: SOKO Donau – Der Tag an dem Penny Lanz starb
- 2016: Tatort: Fegefeuer
- 2017: Die beste aller Welten
- 2018: SOKO Donau – Die Bienenkönigin
- 2018: Abgeschnitten
- 2019–2022: Die Rosenheim-Cops
  - 2019: Ein ganz heißer Tipp
  - 2020: Ein echtes Traumpaar
  - 2021: Ein haariger Fall
  - 2022: Ein überraschendes Wiedersehen
  - 2022: Ein grober Schnitzer
  - 2022: Tod einer Diva
- 2019: Frühling – Lieb mich, wenn du kannst
- 2025: Watzmann ermittelt – Tödliche Familien